# Þverfjall (berg i Island, Västlandet)
Þverfjall är ett berg i republiken Island. Det ligger i regionen Västlandet, 120 km norr om huvudstaden Reykjavík. Toppen på Þverfjall är 656 meter över havet.
Trakten runt Þverfjall är nära nog obefolkad, med mindre än två invånare per kvadratkilometer. Det finns inga samhällen i närheten. Trakten runt Þverfjall består i huvudsak av gräsmarker.